# Netrium naegelii
Netrium naegelii là một loài song tinh tảo trong họ Mesotaeniaceae, thuộc chi Netrium.